# Holothuria cinerascens
Holothuria cinerascens is een zeekomkommer uit de familie Holothuriidae.
De wetenschappelijke naam van de soort werd in 1835 gepubliceerd door Johann Friedrich von Brandt.